# Gustave Joseph Biot
Gustave Joseph Biot (født 1833 i Bryssel, død 1905 i Antwerpen) var en belgisk kobberstikker og maler. 
Biot blev uddannet af Calamatta i École de gravure i Bryssel, opnåede 1855 Romerprisen og blev 1884 medlem af det belgiske akademi. Allerede Albas portræt efter Tizian (1849) vakte berettiget opsigt, og i sine senere hovedblade viser Biot stor formfølelse og en udviklet teknisk færdighed, der retter sig nøje efter originalerne, særlig Spejlet efter Czermak (1872), Franz Joseph efter Angeli (1873) og Galatheas triumf efter Rafael (1878). I 1890 blev han professor ved Kunsthøjskolen i Antwerpen. I sine senere år dyrkede Biot også malerkunsten.